# 撒该

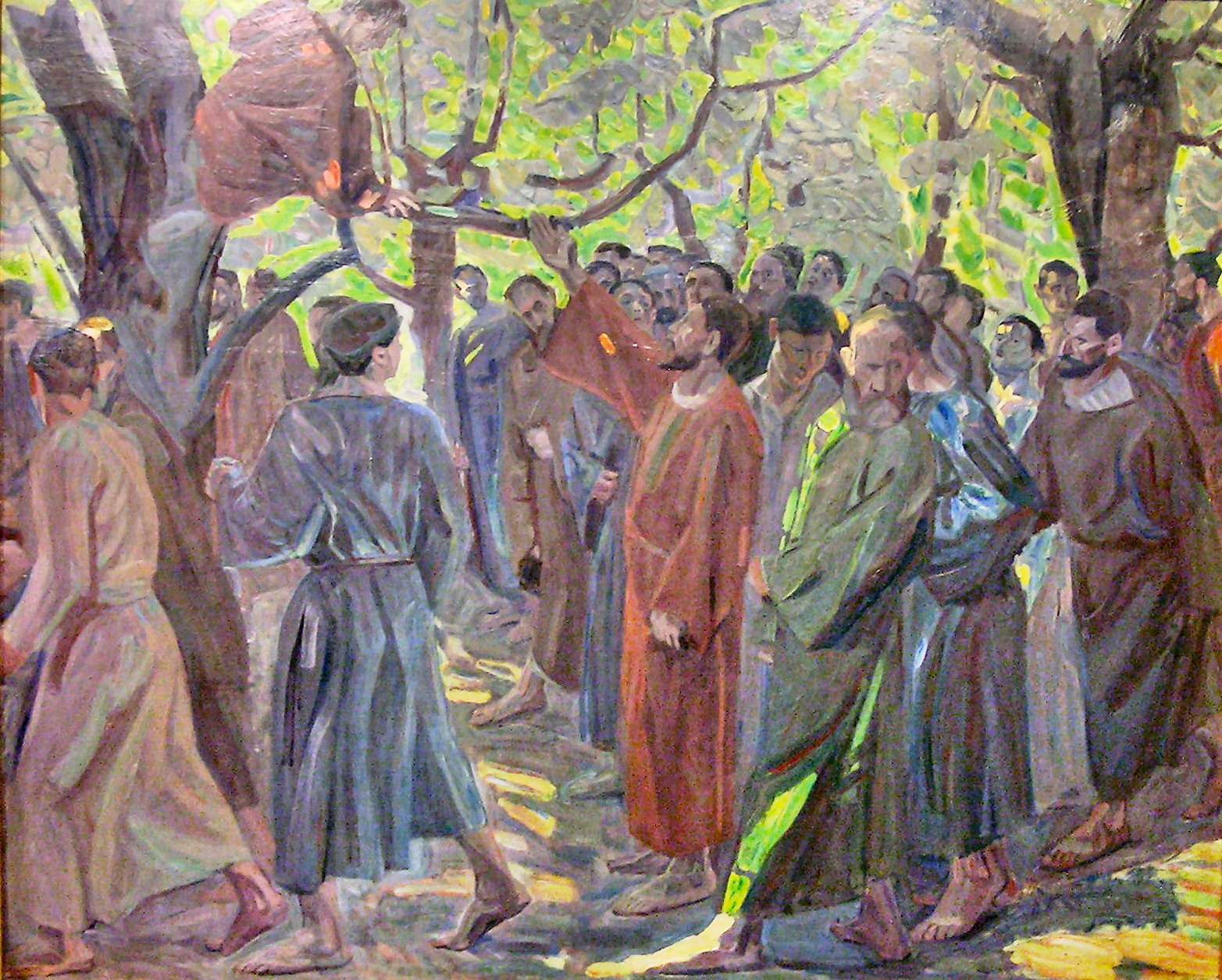
撒该

撒该（希伯來語：‎，意为纯洁），又譯匝凱，新約聖經人物，是耶利哥城的海关监督、税吏长（路加福音19:1-10）。由于香树脂的生产和出口集中在耶利哥，获利甚多，担任此职位相当重要，而且富有。由于他身高不高，为了能看见耶稣，就在耶稣到达之前，在他经过耶利哥前往耶路撒冷的路上，爬上一棵桑树。当耶稣经过那里，抬头看见在树上的撒该，称呼他的名字，让他下来，告诉撒该打算到他家住宿。群众对于耶稣成为可憎的税吏的客人感到震惊。
路加随后记载了这带来了发生在撒该身上异乎寻常的举动，撒该表示悔改，并发誓为他的罪进行4倍的赔偿，并且引进了下文十个奴仆的比喻（路加福音19:11-27）。 
撒该（匝凱）至今仍有後人，世世代代皆為東正教徒。

## 传统

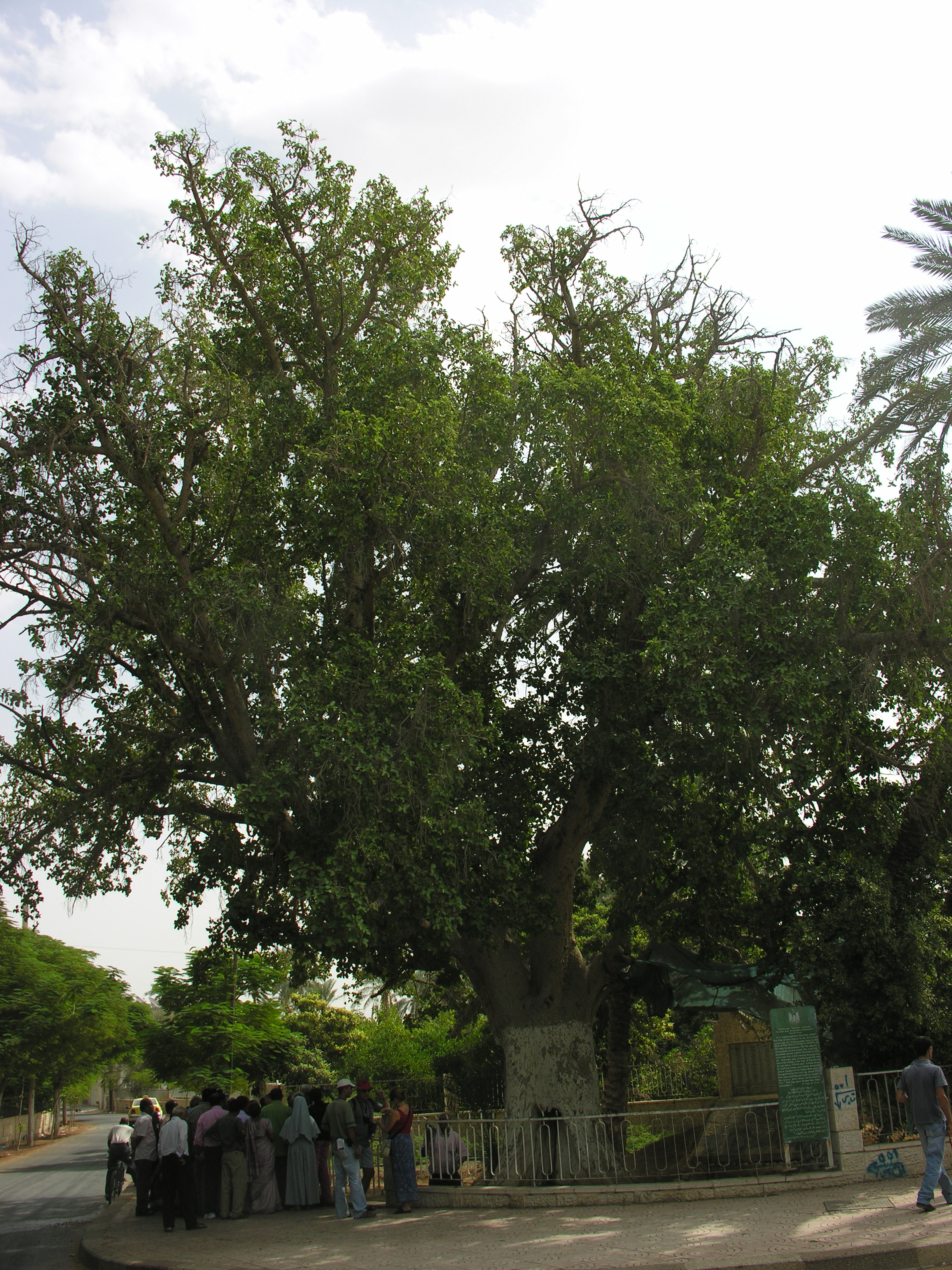
耶利哥撒该的桑树

在耶利哥有一个巨大的、壮观的方塔，根据传统称为撒该之家。